# Fieldingiidae
Fieldingiidae é uma família de esponjas marinhas da ordem Fieldingida.

## Gêneros
- Fieldingia Kent, 1870